# 196 км (платформа, Дніпро, Індустріальний район)
196 км — пасажирський залізничний зупинний пункт Дніпровської дирекції Придніпровської залізниці на електрифікованій лінії Запоріжжя-Кам'янське — Нижньодніпровськ-Вузол між станціями Нижньодніпровськ (2 км) та Нижньодніпровськ-Вузол (3 км). Розташований в Індустріальному районі міста Дніпро, на лівому березі річки Дніпро.

## Пасажирське сполучення
На зупинному пункті 196 км зупиняються приміські поїзди у напрямках станцій Дніпро-Головний, Синельникове I та Берестин.

## Галерея

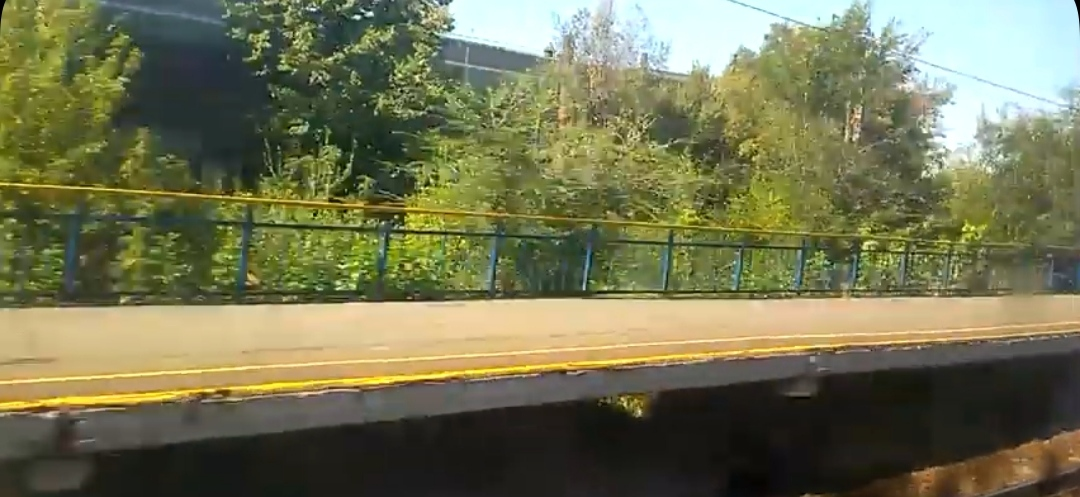
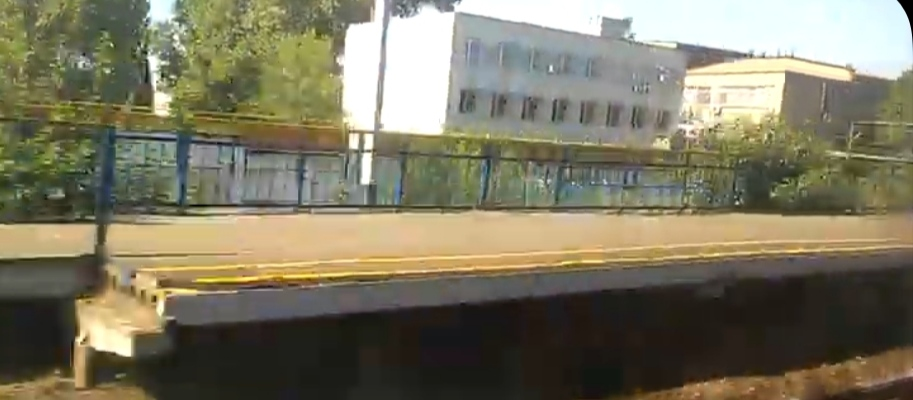
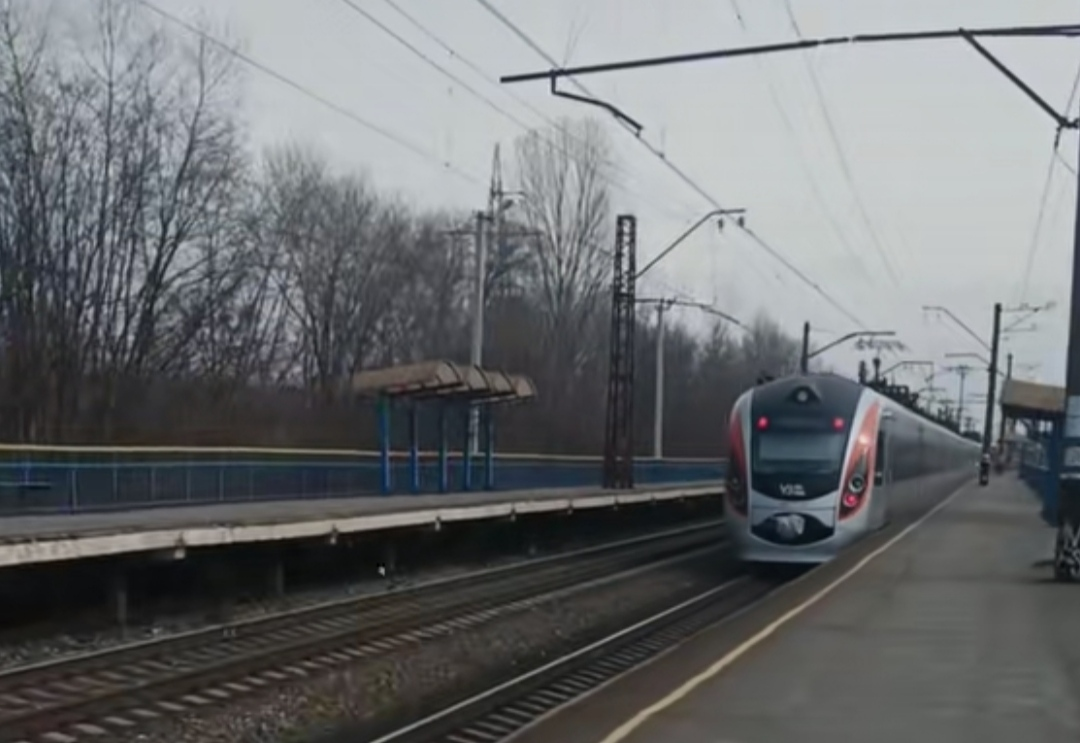